# Gornja Močila (Rakovica)
Gornja Močila falu Horvátországban, Károlyváros megyében. Közigazgatásilag Rakovicához tartozik.

## Fekvése
Károlyvárostól 51 km-re délre, községközpontjától 9 km-re északnyugatra, a Kordun területén fekszik.

## Története
Szerbek által lakott falu volt, melynek lakossága még a 17. században települt be a török által elpusztított területre. 1857-ben 854, 1910-ben 1707 lakosa volt. Trianonig Modrus-Fiume vármegye Ogulini járásához tartozott. 1942. december 22-én a falu határában hajtott végre kényszerleszállást Jure Francetićnek az usztasa elitalakulat a Fekete Légió parancsnokának repülőgépe, melyet előzőleg a partizánok lövedékei súlyosan megrongáltak. A súlyosan sebesült tiszt a partizánok fogságába esett, akik kórházba vitték, hogy majd megpróbálják kicserélni száz jaszenováci fogollyal, de december 27-én meghalt. A település területén alakították ki az 1960-as években „Slunj” katonai gyakorlóteret, ezért nagyrészt kitelepítették. Lakóinak többségét a Vajdaságba, kisebb részüket Károlyváros és Szluin környékére telepítették. A falu a horvát közigazgatási reformig Szluin község része volt. 1991 és 1995 között a Krajinai Szerb Köztársasághoz tartozott. A horvát hadsereg 1995 augusztusában foglalta vissza a települést. 2011-ben a falunak mindössze 4 lakosa volt.

## Lakosság
| Lakosság változása | Lakosság változása | Lakosság változása | Lakosság változása | Lakosság változása | Lakosság változása | Lakosság változása | Lakosság változása | Lakosság változása | Lakosság változása | Lakosság változása | Lakosság változása | Lakosság változása | Lakosság változása | Lakosság változása | Lakosság változása |
| ------------------ | ------------------ | ------------------ | ------------------ | ------------------ | ------------------ | ------------------ | ------------------ | ------------------ | ------------------ | ------------------ | ------------------ | ------------------ | ------------------ | ------------------ | ------------------ |
| 1857               | 1869               | 1880               | 1890               | 1900               | 1910               | 1921               | 1931               | 1948               | 1953               | 1961               | 1971               | 1981               | 1991               | 2001               | 2011               |
| 854                | 1224               | 1319               | 1546               | 1735               | 1707               | 1472               | 1551               | 765                | 756                | 719                | 63                 | 56                 | 39                 | 8                  | 4                  |